# Kaylee DeFer
Kaylee DeFer, egentligen Kaylee Vanni, född 23 september 1986 i Tucson, Arizona, är en amerikansk skådespelare.
Kaylee DeFer spelade rollen som Hillary Gold i TV-serien The War at Home.

## Filmografi
- The Deerings (2004)
- Drake & Josh, Nickelodeon (2004)
- Quintuplets, Fox (2004)
- North Shore, The WB (2004-2005)
- The Mountain, The WB (2004-2005)
- Listen Up, CBS (2005)
- Underclassman (2005)
- The War at Home (2005-2007)
- The Powder Puff Principle (2006)
- Flicka (2006)
- Gossip Girl (2011)